# 3302 Schliemann
3302 Schliemann este un asteroid din centura principală, descoperit pe 11 septembrie 1977 de Nikolai Cernîh.